# Asperdaphne peradmirabilis
Asperdaphne peradmirabilis é uma espécie de gastrópode do gênero Asperdaphne, pertencente a família Raphitomidae.